# 庾岳
庾岳（？—407年），本名庾業延，後獲賜名「岳」。代人，代國及北魏將領。曾參與北魏初多場戰事，官至司空。

## 生平
庾岳父兄世代掌部落畜牧事務，而庾岳本人行事謙恭謹慎，善於處理危難之事，故很得拓跋珪寵信，和王建等同任外朝大人，參與軍國大事。
北魏於登國六年（391年）與後燕反目後轉而聯結西燕，庾岳就曾經以大人身份去面見西燕皇帝慕容永。至登國九年（394年）西燕因受後燕進攻而向北魏求援，庾岳就與拓跋虔率五萬騎兵出援，攻破類拔部帥劉曜等，並強遷其部落，屯兵秀容。可是庾岳等未及援救西燕都長子，尚未到達西燕就亡了，於是退還。皇始元年（396年），庾岳隨拓跋珪進攻後燕，拜安遠將軍。
皇始二年（397年），時拓跋珪仍在進攻後燕，賀蘭部帥附力眷、紇突隣部帥匿物尼、紇奚部帥叱奴根等都在後方叛亂，鎮守雲中的拓跋順試圖討伐但不能攻克，拓跋珪於是派庾岳率萬騎回去討伐，平定亂事。皇始三年（398年），拓跋珪佔據後燕中原土地後北歸，並強遷山東六州十多萬人口充實代郡。離石胡帥呼延鐵及西河胡帥張崇不欲內遷，於是聚眾反叛，庾岳亦率三千騎將他們平定，生擒張崇並殺呼延鐵，解散其餘眾。及後，庾岳因功封西昌公，進號征虜將軍。天興二年（399年），庾岳又平定據南皮反叛的張超。同年，又擊破叛變的前清河太守傅世。後鎮鄴行臺。
天興四年（401年）四月，魏罷鄴行臺，改行臺所轄的六郡而設立相州，庾岳擔任相州刺史。天興五年（402年）十一月，庾岳獲徵為司空。後庾岳侄兒庾路犯罪，庾岳的父輩和兄弟們都被誅殺，唯其父子獲赦。但在天賜四年（407年），庾岳獲賜南宮土地建屋，並率家僮營建時，被候官告發其衣服鮮豔華麗，行為表現都仿如君王。當時拓跋珪常常猜疑官員，聞言後就下令將庾岳誅殺。庾岳行軍有謀略，治軍亦嚴整，常常以少勝多，故士兵都佩服他的智謀和勇力，聲名都勝過其他將領；而任相州刺史時亦公正清廉，平允恰當，得百姓稱許，故其死時人們都感到可惜。
太武帝攻夏時，經過庾岳的墓地，對他冤死感到悲傷，下詔為他立廟，並覓得其子庾陵襲爵。

## 延伸阅读
[在维基数据编辑]
 《魏書·卷28》，出自魏收《魏书》
 《北史·卷020》，出自李延壽《北史》